# 광주전자공업고등학교
광주전자공업고등학교(光州電子工業高等學校)는 대한민국 광주광역시 광산구 월계동에 위치한 공립 고등학교이다.

## 학교 연혁
- 1996년 3월 1일 : 광주전자공업고등학교 개교(7학과 14학급)
- 1996년 3월 1일 : 초대 정무길 교장 취임
- 1999년 2월 10일 : 제1회 졸업식 (695명 배출)
- 2005년 3월 1일 : 자동차 특성화학과 운영
- 2008년 3월 1일 : 특수학급 1학급 신설
- 2009년 12월 30일 : 광주광역시교육청 가전·자동차 산업분야 특성화고등학교 지정
- 2010년 3월 1일 : 광주통합형직업교육 거점학교 설립
- 2012년 3월 1일 : 급식실 이전 개소
- 2016년 3월 1일 : 학과개편(환경시스템과에서 에너지환경과로 학과개편)
- 2023년 3월 1일 : 제10대 위환복 교장 취임
- 2023년 3월 1일 : 학과개편(자동화기계과에서 로봇자동화과로 학과개편)
- 2025년 1월 9일 : 제27회 졸업식(273명) 총 졸업생수 12,766명
- 2025년 3월 4일 : 2025학년도 신입생 입학(285명)

## 설치 학과
- 전기과
- 전자통신과
- 자동차과
- 디자인과
- 에너지환경과
- 로봇자동화과

## 참고 자료
- 광주전자공업고등학교 - 한국교육학술정보원 학교알리미